# Пак Хисун
Пак Хисун (кор. 박희순; род. 13 февраля 1970, Сеул, Республика Корея) — южнокорейский актёр. Известен благодаря ролям в сериалах Netflix «Моё имя» (2021) и «Игра в кальмара» (2024—2025).

## Карьера
Получил диплом театрального факультета Сеульского института искусств и с 1990 по 2001 год был актёром репертуарного театра «Мокхва». Начал сниматься в кино в 2002 году и получил несколько наград в категории «Лучшая мужская роль второго плана» за роль жёсткого полицейского в фильме «Семь дней» (2007). Позже получил признание за роли в фильмах «Афера» (2009) и «1987: Когда наступит день» (2017). Помимо кинокарьеры, Пак снимался в телесериалах «Вся моя любовь» (2013), «Пропавший» (2015), «Прекрасный мир» (2019), «Моё имя» (2021) и «Игра в кальмара» (2024—2025), последние два из которых привлёкли к нему международное внимание. 

## Избранная фильмография
| Год       | Русское название | Оригинальное название | Роль        |
| --------- | ---------------- | --------------------- | ----------- |
| 2021      | Моё имя          | 마이 네임             | Чхве Муджин |
| 2024—2025 | Игра в кальмара  | 오징어 게임           | Офицер      |